# Municipi de Saulkrasti
El municipi de Saulkrasti (en letó: Saulkrastu novads) és un dels 110 municipis de Letònia, que es troba localitzat al centre del país bàltic, i que té com a capital la localitat de Saulkrasti. El municipi va ser creat l'any 2009 després de la reorganització territorial.

## Ciutats i zones rurals
- Saulkrasti (ciutat amb zona rural)

## Població i territori
La seva població està composta per un total de 6.082 persones (2009). La superfície del municipi té uns 47,7 kilòmetres quadrats, i la densitat poblacional és de 127,51 habitants per kilòmetre quadrat.